# Feria del Libro de Madrid
La Feria del Libro de Madrid es un acontecimiento cultural que se celebra una vez al año en Madrid. Se inicia el último viernes de mayo y dura 17 días y se considera el mayor evento de la industria del libro que se lleva a cabo en España. Desde 1967 se celebra en el parque de los Jardines del Retiro de Madrid.

## Historia
La primera vez que se celebró la feria, denominada Feria del Libro, fue del 23 al 29 de abril del año 1933, durante la Semana Cervantina, en el paseo de Recoletos. Inicialmente estaba organizada por los libreros madrileños. 
La cuarta edición, en 1936 la Feria tomó carácter oficial. Sin embargo, el estallido de la Guerra Civil trajo su suspensión. La quinta edición no se convocó hasta 1944 modificando su celebración al último viernes de mayo durante 17 días. Desde ese año, sería el Instituto Nacional del Libro Español el encargado de su organización pasando a denominarse Feria Nacional del Libro. La localización de la feria seguía siendo la misma, el Paseo de Recoletos, entonces rebautizado como Paseo de Calvo Sotelo. En años sucesivos, la feria viajaría a diversas ciudades españolas, alternándose con alguna suspensión, como las ediciones de 1950 o 1954: en 1946, a Barcelona, en 1948, a Sevilla.[cita requerida]  En la década de los sesenta se van creando ferias del libro en otras localidades españolas, a imagen de la de Madrid. 

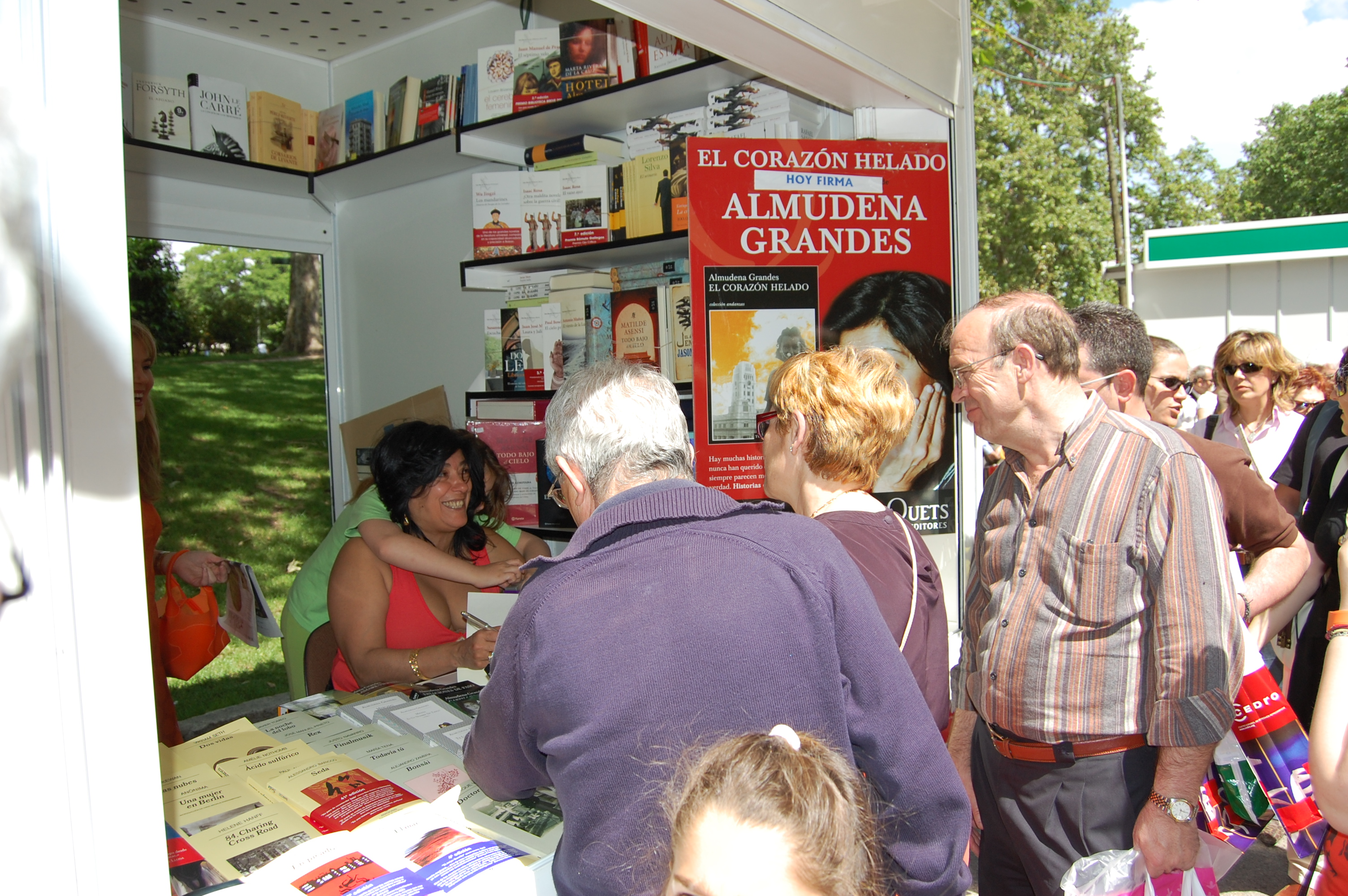
Almudena Grandes en la Feria del Libro de Madrid 2007

En 1967, la feria se desplaza al Parque del Retiro, concretamente al Salón del Estanque. En 1970, siempre dentro del Retiro, la ubicación elegida es la zona situada entre el Paseo de Coches y la tapia del entonces Parque Zoológico. En 1979, la feria fue trasladada al Palacio de Cristal de la Casa de Campo, con un gran fracaso de asistencia, por lo que vuelve al año siguiente al Retiro. La de 1981 fue la última edición organizada por el Instituto Nacional del Libro Español, pasando a serlo por una comisión intergremial de libreros, editores y distribuidores.
El 26 de mayo de 2017 celebró su 76.ª edición, inaugurado por SS.MM. los Reyes de España, Letizia Ortiz y Felipe VI de España. El 28 de mayo de 2017, la youtuber Luna Dangelis, con su novela Crea tus sueños, acaparó la cola más larga de la feria. También acudieron en masa al escritor apodado Blue Jeans, por su libro Algo tan sencillo como estar contigo.
La 79.ª edición se celebró en formato de encuentros digitales a causa de la pandemia del coronavirus.

## Ediciones y dedicatorias
- 84.ª edición, dedicada a la ciudad de Nueva York (2025)